# Kalo (Burkina Faso)
Pour les articles homonymes, voir Kalo.
Kalo est une localité du Burkina Faso, située dans le département de Thiou, la province du Yatenga et la région du Nord, à proximité de la frontière avec le Mali et à 35 km de Ouahigouya. 

## Population
Lors du recensement de 2006, on y a dénombré 3 598 habitants. 
À plusieurs reprises des différends ont opposé deux communautés (Berbas et Dogons) à Kalo. Ce fut notamment le cas en août 2004, à l'occasion de la célébration rituelle des fétiches du Wendé.
La population est également confrontée aux menaces d'attaques terroristes :  en janvier 2016, le collège (CEG) de Kalo a dû fermer ses portes pour cette raison.

## Organisation
Le 17 juin 2017, dans la cour royale de Kalo, le nouveau chef du village a été intronisé, le Naaba Kon-Menem-Moogo.